# モリプロ
モリプロは、北海道札幌市を中心に活動する舞台役者などが、2003年に結成した演劇ユニットのことである。

## メンバー
- 森崎博之（もりさき ひろゆき） - モリプロ代表。1971年11月14日（53歳）生。O型。上川支庁管内東川町出身。TEAM-NACSリーダー。劇団イナダ組所属。
- 川井"J"竜輔（かわい じぇい りょうすけ） - 1972年6月1日（52歳）。O型。札幌市出身。劇団イナダ組所属。
- 江田由紀浩（えだ ゆきひろ） - 1973年11月18日（51歳）。A型。宗谷支庁管内中頓別町出身。劇団イナダ組、SKグループに所属。
- 高橋逸人（たかはし はやと） - 1976年2月26日（49歳）。B型。札幌市出身。劇団RUSH!!主宰。SKグループに掛け持ち所属。
- 藤尾仁志（ふじお ひとし） -  1979年1月6日（46歳）。B型。兵庫県姫路市出身。オクラホマメンバー。
- 河野真也（かわの しんや） -  1980年3月9日（45歳）。A型。大阪府東大阪市出身。オクラホマメンバー。

## 公演記録
- 旗揚げ公演「改FEVER～眺め続けた彼らの展望～」　2003年5月24日・5月25日　於：道新ホール
  - 「FEVER―」は、元々1998年にTEAM-NACS卒業公演として上演している。森崎は出演せず、脚本・演出に徹している。

## その他
- TEAM-NACSの森崎以外はTEAM-NACS約束公演「WAR-戦い続けた兵たちの誇り」に投入された15人の客演のメンバーである。
- 2004年7月に上演されたロックメン旗揚げ公演「アルプス」にもJ・江田・高橋が参加している。